# Philodromus krausi
Philodromus krausi là một loài nhện trong họ Philodromidae.
Loài này thuộc chi Philodromus. Philodromus krausi được miêu tả năm 2004 bởi Muster & Konrad Thaler.